# Marco Bazzoni

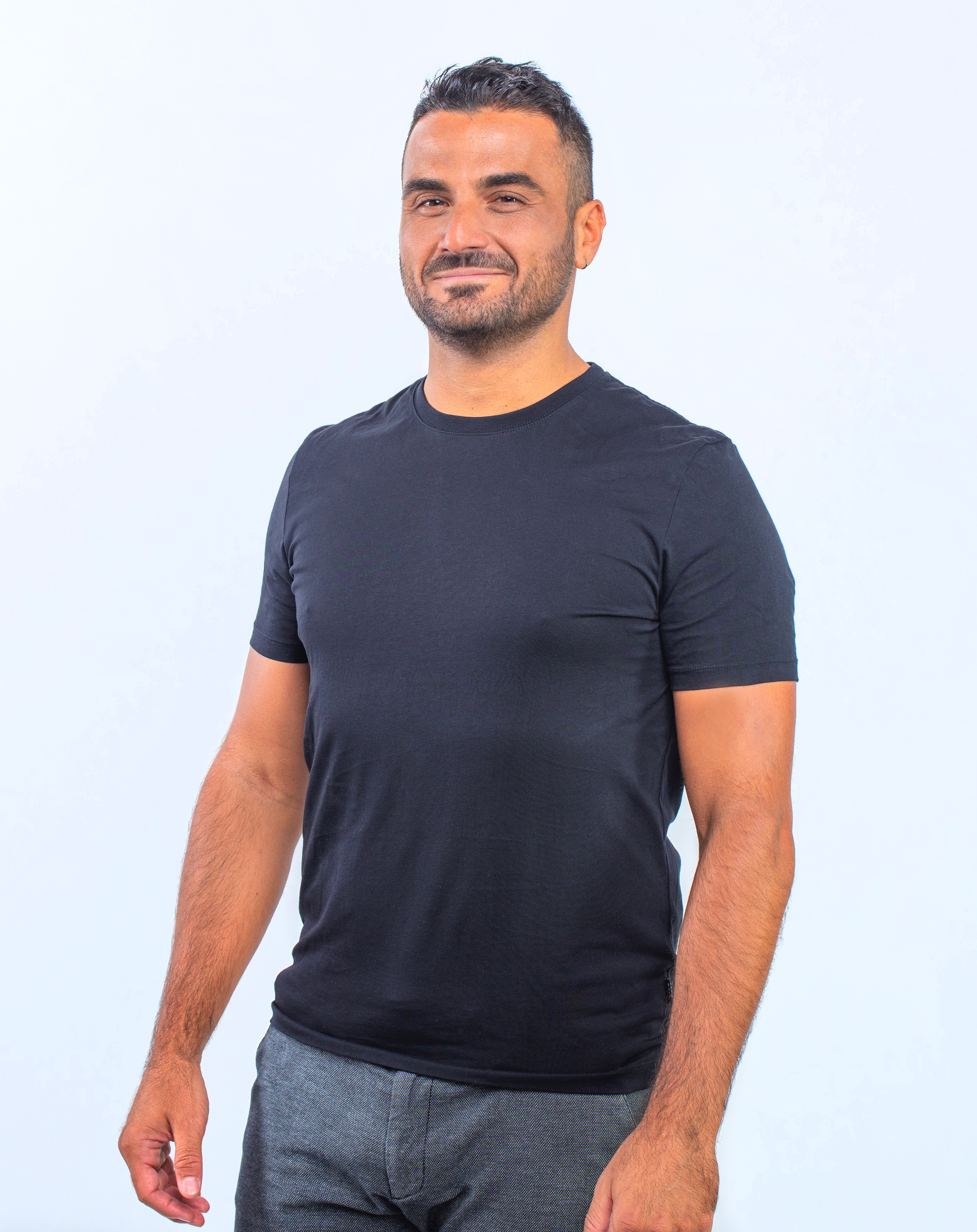
Marco Bazzoni nel 2020

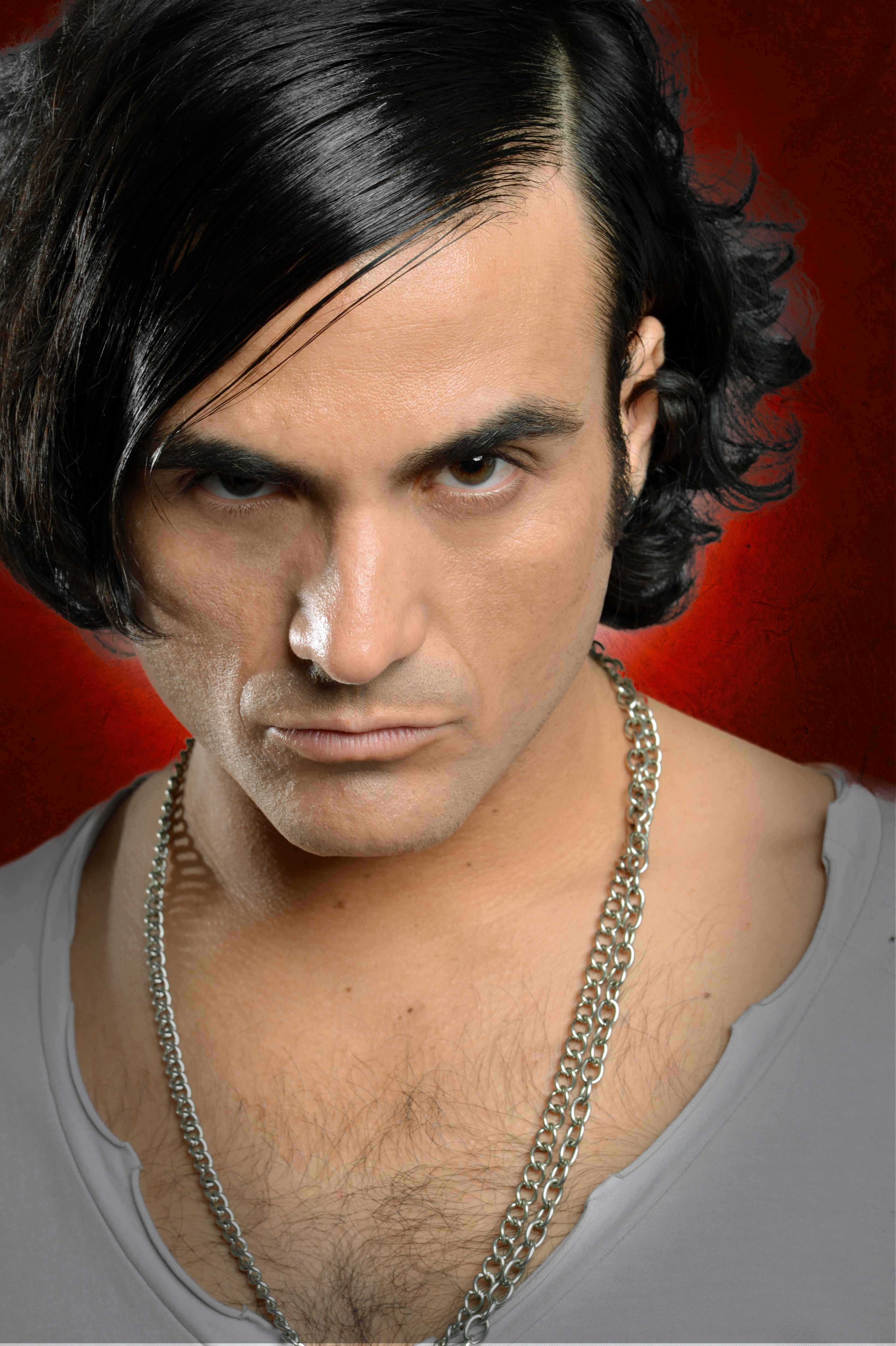
Bazzoni nei panni del cantante Gianni Cyano

Marco Bazzoni, detto Baz (Sassari, 16 gennaio 1979), è un comico, attore teatrale, conduttore radiofonico e cantante italiano.

## Biografia
Dopo gli studi a Sassari e il diploma di liceo scientifico, nel 1999 inizia a lavorare come animatore turistico. Dopo tre anni, si trasferisce a Milano dove frequenta diverse scuole di recitazione, improvvisazione e canto.
Cresciuto artisticamente facendo esibizioni nei cabaret milanesi, Bazzoni riceve diversi riconoscimenti, tra cui: il primo premio al "Festival del cabaret" di Martina Franca nel 2005, il Premio Ettore Petrolini a BravoGrazie 2006 e, sempre nel 2006, il Premio Walter Chiari come rivelazione comica dell'anno.
Nel 2007 entra stabilmente nel cast del programma di Italia 1 Colorado, con i personaggi del lettore multimediale Baz e del cantante Gianni Cyano e con monologhi di satira di costume.
Da allora partecipa a numerose trasmissioni televisive come Giass di Antonio Ricci, Quelli che il calcio, Maurizio Costanzo Show e Buona Domenica. A televisione e radio affianca un'intensa attività di spettacoli teatrali e live, in cui si esibisce nelle vesti di monologhista, imitatore, caratterista cantante. Per migliorare le proprie qualità canore, si trasferisce a Los Angeles, dove studia con Seth Riggs, inventore dello "speech level singin" e vocal coach di Michael Jackson, Ray Charles, Madonna e molti altri.
Il 20 settembre 2011 viene pubblicato da Mondadori il suo primo romanzo School of Baz e, nel 2013, la Sony Music distribuisce l'album del suo personaggio Gianni Cyano, intitolato Un album del Canto.
Nel maggio del 2016 si esibisce nel tempio della comicità mondiale: l’Hollywood Comedy Store.
Da settembre 2018 conduce Tutti pazzi per RDS insieme a Rossella Brescia e Giacomo "Ciccio" Valenti su RDS. Ha scritto e pubblicato nel 2021 un libro intitolato "Con le infradito in discesa" in parte autobiografico ed in parte di fantasia.
Attualmente è in teatro con il musical 7 spose per 7 fratelli nel ruolo di Adamo, al fianco di Diana Del Bufalo

## Televisione
- Italia Oh! - Odeon TV (2004)
- Zooland - Odeon TV (2004)
- HappyCab - Happy Channel (2005)
- Se rinasco canto - Rai 2 (2006)
- CaffeTeatro Cabaret - Rai 2 (2006)
- Festival del Garda - Rai 2 (2006)
- BravoGrazie - Rai 2 (2006)
- Futura City - Rai 2 (2006)
- Scherzi a parte - Canale 5 (2007)
- Tribbù - Rai 2 (2007)
- Life Bites - Pillole di vita - Disney Channel (2007)
- Buona Domenica - Canale 5 (2008)
- Maurizio Costanzo Show - Canale 5 (2009)
- Scalo 76 - Rai 2 (2009)
- Sketch Up  - Disney Channel (2011) Apparizione
- Colorado - 'Sto classico - Italia 1 (2012)
- Colorado - Italia 1 (2007-2015)
- Giass - Canale 5 (2014)
- Made in Sud - Rai 2 (2017)
- Deal with It - Ospite (2020)

## Spettacoli
- 2002 Uomini contro donne
- 2004 Marco da legare
- 2007 Tv sorrisi e Bazzoni
- 2009 BAZ Live 2009
- 2010 Come sono caduto in BAZ!
- 2011 Alice nel Paese delle Meraviglie - Il musical
- 2012 REVOLUTIONS
- 2015 Il ritorno
- 2017 La verità rende single

## Radio
- Ottovolante - Radio2 (2005-2014)
- Oggi Vintage - PlayRadio (2006)
- radio baz  - PlayRadio (2006)
- Italia150.BAZ - Radio2 (2010)
- Tutti pazzi per RDS - RDS (2018 - in corso)

## Discografia
- 2013 – Un album del Canto

### Singoli
- 2019 – Natale reggaeton
- 2020 – Portami a bailar

## Filmografia
- Baciato dalla fortuna, regia di Paolo Costella (2011)
- Bianco di Babbudoiu, regia di Igor Biddau (2016)

## Riconoscimenti
- 2004 L'accademia Italiana del comico Odeon TV – Primo Classificato
- 2005 Festival del cabaret di Martina Franca – Primo Classificato[2]
- 2005 Premio Originalità Provincia di Arezzo al Cabawave[3]
- 2005 Ciak si ride di Pippo Santonastaso – Primo Classificato
- 2005 Locomix – Premio del pubblico, della critica e per l'originalità[4]
- 2006 Il Sarchiapone – Premio Walter Chiari come rivelazione dell'anno
- 2006 BravoGrazie – Champions League della comicità – Primo Classificato – Premio Petrolini
- 2006 Rivelazione dell'anno al Festival della comicità Italiana di Sassari
- 2010 Personalità Europea 2010[5]
- 2012 Leggio d'oro – Voce del cabaret[6]

## Testimonial e pubblicità
- 2008 TomTom
- 2011-2013 Electronic Arts - The Sims[7]
- 2014 Sting

## Pubblicazioni
- School of Baz. Chi trova un amico diventa una star, collana Biblioteca umoristica Mondadori, Mondadori, 2011, ISBN 978-88-0461-282-7.
- Con le infradito in discesa, con Matteo Monforte, Mondadori Electa, 2021, ISBN 978-88-9183-352-5.